# Њузи Лалонд
Едуар Сирил „Њузи“ Лалонд (енгл. Edouard Cyrille „Newsy“ Lalonde; Корнвол, Канада, 31. октобар 1887 — Монтреал, 21. новембар 1970, Канада) је био канадски професионални хокејаш и играч лакроса. Сматран је једним од најбољих играча у првој половини двадесетог века. Као тинејџер је радио у новинској редакцији у Корнволу где је и добио надимак Newsy ("Вести").

## Каријера
Већ 12 година пре оснивања националне хокејашке лиге играо је са 19 година професионални хокеј у Вудстоку, Торонту и Ванкуверу.
Њузи Лалонд је 1915. постао играч-тренер у екипи Монтреала. Са Монтреал канадијансима је 1916. освојио једини Стенли куп у каријери. Са 1300 канадских долара је био најплаћенији играч НХЛ-а у сезони 1917/18.
Током плејофа у Стенли купу 1919, Лалонд је постигао седамнаест голова у десет утакмица. Међутим, на дан пете утакмице финала против Сијетл метрополитанса, Лалонд, власник Џорџ Кенеди, Џо Хол, Били Кучи, Џек Макдоналд и Луј Берлингет су оболели од грипа. Пет и по сати пре почетка утакмица је одложена. Метрополитанси нису желели да освоје трофеј без борбе, али пета утакмица никада није играна. Џо Хол није преживео.
Лалонд је наступио у једном мечу за Њујорк американсе у финалу 1926, да би се одмах потом опростио од активног играња. Године 1927, Лалонд је постао тренер Њујорк американса. После пензионисања, радио је као тренер Отава сенаторса (1929 — 1931, те Монтреал канадијанса (1932 — 1935).

## Успеси
Био је најбољи стрелац и асистент у екипи Монтреал канадијанса. У периоду од 1915. до 1921. је био капитен. Члан је тима Канадијанса који је 1916. освојио Стенли куп. Био је седам пута најбољи поентер лиге. Тај рекорд је касније оборио Вејн Грецки.
Од 1950. је члан Хокејашке куће славних. Хокеј њуз (The Hockey News) га је 1998. прогласио за тридесет другог најбољег играча свих времена.